# Urmas Uusneem
Urmas Uusneem (ur. 3 maja 1972) – estoński kierowca wyścigowy.

## Biografia
Na początku lat 90. zadebiutował w Estońskiej Formule 4 w zespole Toivo Asmera. Pięciokrotnie został mistrzem tej serii (w latach 1992–1995 oraz 1999). Okazyjnie w tym okresie startował również w Fińskiej Formule 4, zajmując w 1999 roku Reynardem 923 ósme miejsce w klasyfikacji końcowej. W latach 2002–2003 startował w Fińskiej Formule 3, zajmując odpowiednio dziesiąte i siódme miejsce w klasyfikacji. W 2004 roku wygrał lokalną i główną edycję Formuły Baltic.